# Szili Sándor
Szili Sándor (Pestszentlőrinc, 1939. április 6. – Budapest, 2020. október 10.) magyar országgyűlési képviselő, a Baloldali Alternatíva Egyesülés és a Magyar Szocialista Párt (MSZP) egyik alapítója, esztergályos, filmszínész. Szili József (1929–2021) irodalomtörténész, esztéta, egyetemi tanár testvére.

## Család
Édesapja Szili József (1901–1967) BSZKRT-alkalmazott, tisztviselő. Édesanyja Czellahó Mária (1910–2002) háztartásbeli. Bátyja József irodalomtörténész, esztéta, egyetemi tanár. Nővére Mária bérszámfejtő. Öccse László lakatos.
1959-ben nősült. Felesége Lipták Ágnes magyar-történelem szakos tanárnő. Gyermekeik: Szili Sándor (1961–) történész-ruszista; Szili Ágnes (1967–) magyar-angol szakos tanárnő.

## Szakmai életút
1953-tól a budapesti (Kispest kerületi) Vörös Csillag Traktorgyár (volt Hofherr és Schrantz) esztergályos tanonca. Az inaséveket követően 1955–ben szabadult fel (szakmunkás-bizonyítványt kapott). 1973-ban esti gimnáziumban érettségizett. 1990-ig a Vörös Csillag Traktorgyárban, illetve annak 1973-as név-, valamint profilváltása után a győri Rába Magyar Vagon- és Gépgyár budapesti üzemében esztergályos, gépbeállító, művezető. A szakma többszörös kiváló dolgozója. 1985-ben a Gépipar Kiváló Dolgozója.
1957-től amatőr színjátszó. Az 1960-as évek elejétől tagja a Budapesti Ifjúsági Színpad, majd a Pinceszínház társulatának. 1964 és 1966 között elvégezte a MAFILM Filmszínészképző Stúdiót. Statiszta és epizódszerepeket alakított magyar, illetve külföldi filmekben:
- Fény a redőny mögött (1965)
- Szegénylegények (1965)
- Minden kezdet nehéz (1966)
- Aranysárkány (1966)
- Csillagosok, katonák (1967)
- Csend és kiáltás (1968)
- The Fixer (1968)
- Frau Wirtin hat auch einen Grafen (1968)

1969-ben felhagyott a színészettel. Az 1980-as évek második felében reklámfilmekben vállalt szerepeket.

## Közélet
1970-1989 között a Magyar Szocialista Munkáspárt (MSZMP) tagja. 1988-ban a Baloldali Alternatíva Egyesülés egyik megalapítója. Az MSZP alakuló kongresszusán 1989-ben az Országos Elnökségbe választották, a párt Munkástagozatának vezetője lett. Ezektől a funkcióktól 1990-ben, országgyűlési képviselővé választása után, megvált. 1996-tól 2002–ig az MSZP Dolgozói Tulajdonosi Tagozatának alelnöke volt.
1990-ben az első szabadon választott magyar parlamentbe az MSZP országos listájáról jutott be. Az 1994-es, illetve az 1998-as országgyűlési képviselő-választásokon a Budapest 27. sz. (XVIII. kerület) egyéni választókerületben szerzett mandátumot. A parlamentben a Honvédelmi Bizottság tagja (1990-1994), a Honvédelmi Bizottság alelnöke (1994-1996), az országgyűlés jegyzője (1996-1998), a mentelmi, összeférhetetlenségi és mandátumvizsgáló bizottság tagja (1998-2002), az IPU magyar-francia baráti tagozatának tagja. 1996-ban megkapta a Honvédelemért Emlékérem I. fokozatát. 2002-ben visszavonult a közélettől.